# Teucholabis melanoderma
Teucholabis melanoderma är en tvåvingeart som beskrevs av Alexander 1980. Teucholabis melanoderma ingår i släktet Teucholabis och familjen småharkrankar.
Artens utbredningsområde är Ecuador. Inga underarter finns listade i Catalogue of Life.